# Wai Sekampung
Wai Sekampung är ett vattendrag i Indonesien.   Det ligger i provinsen Lampung, i den västra delen av landet, 130 km nordväst om huvudstaden Jakarta.